# D-Wave Systems
D-Wave Systems, Inc. — компанія з виробництва квантових комп'ютерів, чия штаб-квартира розташована в Бернабі (Британська Колумбія, Канада). 11 травня 2011 року компанія оголосила про створення комп'ютера D-Wave One на чипсеті зі 128 кубітами, який описала як "найперший у світі квантовий комп'ютер на продаж". Цей комп'ютер за допомогою квантового випалювання (загальний метод пошуку глобального мінімуму функції, використовуючи ефект квантової флуктуації) покликаний розв'язувати задачі оптимізації, які зводяться до пошуку основного стану для набору спінів . У травні 2013 року було оголошено про започаткування спільного проекту між NASA, Google і USRA під назвою Quantum Artificial Intelligence Lab, що у своїй роботі мав використовувати комп'ютер D-Wave Two з 512 кубітами для навчання машин та інших галузей досліджень.
D-Wave One був побудований на попередніх прототипах, таких як D-Wave's Orion Quantum Computer. Прототип являв собою 16-кубітний процесор, заснований на ефекті квантового випалювання. Компанія продемонструвала цей прототип 13 лютого 2007 року в Музеї комп'ютерної історії в Маунтін-В'ю (Каліфорнія). 28 листопада 2007 року D-Wave продемонструвала аналогічний процесор на 28 кубітах. Чип був виготовлений у Лабораторії реактивного руху NASA в Пасадені (Каліфорнія).

## Опис технології

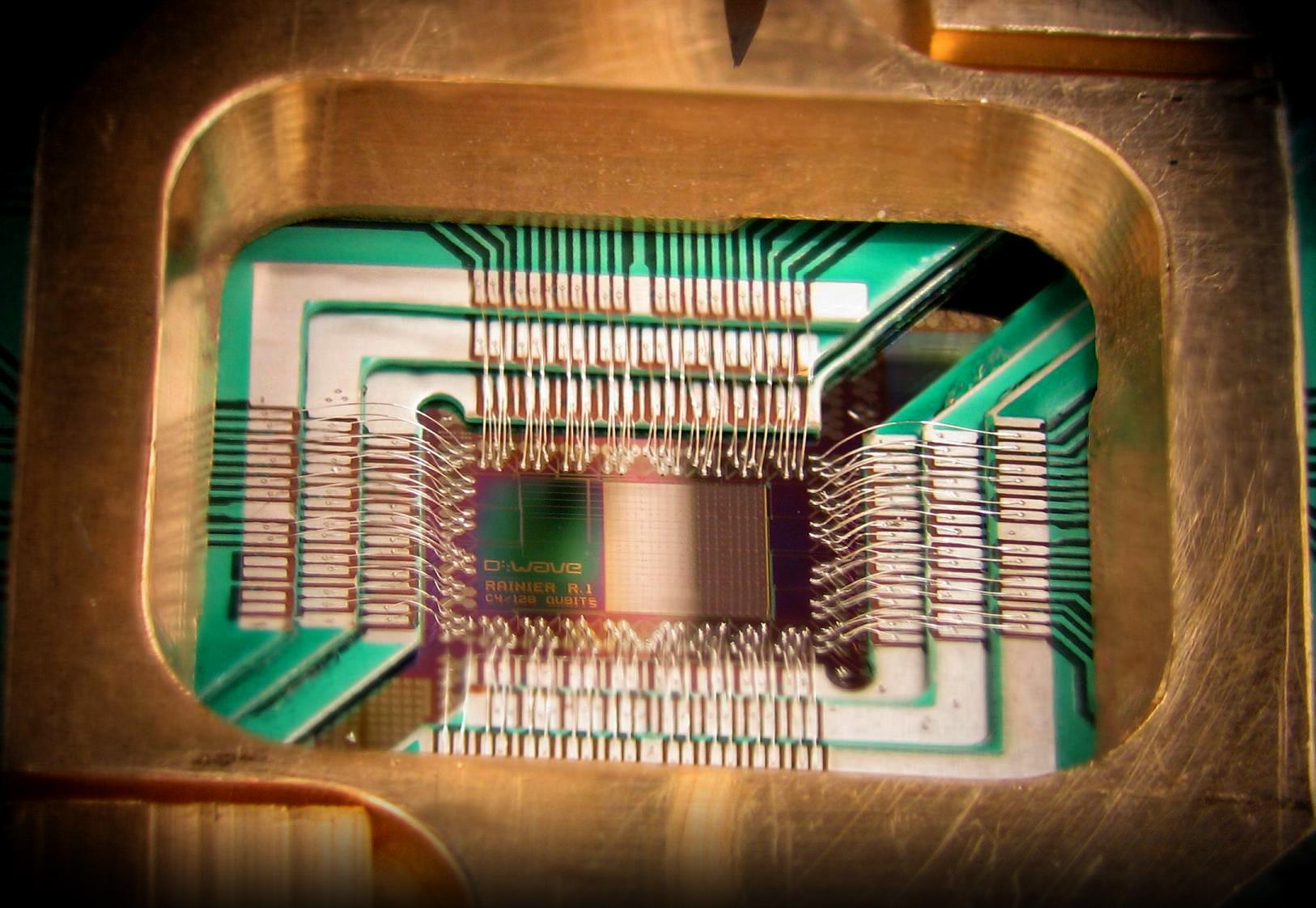
Фотографія чипа, що його сконструювала D-Wave Systems Inc., призначеного оперувати 128-кубітним процесором, який здійснює надпровідникову адіабатну квантову оптимізацію, встановленого в спеціальному демонстраційному футлярі.

В червні 2010 року група дослідників описала процесор D-Wave як такий, що містить програмовану надпровідникову мікросхему зі 128 попарно об'єднаними надпровідниковими  кубітами невгасального струму. 2013 року 128-кубітний процесор поступився своїм місцем 512-кубітному. Процесор розроблений так, щоб розв'язувати окремі спеціальні задачі за допомогою квантового випалювання. Цим він відрізняється від універсального квантового комп'ютера, що працює за моделлю квантових вентилів.
На своєму сайті D-Wave веде спеціальний список технічних публікацій своїх і сторонніх науковців.

## Історія
Засновниками D-Wave були Гейґ Фарріс (колишній голова), Джорді Роуз (головний інженер і головний виконавчий директор), Боб Вінз (колишній фінансовий директор) і Олександер Загоскін (колишній віце-президент з досліджень і головний науковець). Фарріс викладав підприємництво в Британо-колумбійському університеті (БКУ), де Роуз здобув ступінь Ph.D., а Загоскін був післядокторським дослідником. Компанія взяла назву від високотемпературних надпровідників, які по-іншому називаються D-Wave. Їх перші кубіти були зроблені з цих матеріалів.
D-Wave працювала як відгалуження БКУ, працюючи в тісному зв'язку з Відділом фізики й астрономії. Вона спонсорували академічні дослідження в галузі квантових комп'ютерів, таким чином побудувавши мережу співробітництва дослідників. Компанія співробітничала з кількома університетами й інститутами, включаючи БКУ, IPHT Jena, Шербрукський університет, Торонтський університет, Університет Твенте, Технологічний університет Чалмерса, Університет Ерлангена—Нюрнберга і Лабораторію реактивного руху. Про ці співробітництва йшлося на вебсайті D-Wave до 2005 року.  В червні 2014 D-Wave проголосила нову цифрову екосистему з Фінансово інжиніринговою компанією 1QBit і групою з ракових досліджень DNA-SEQ, щоб об'єднати зусилля для розв'язання проблем реального світу за допомогою квантового заліза.
Спочатку керівництво D-Wave розташовувалося в різних місцях у Ванкувері (Канада) і на лабораторних місцях в UBC, а потім переїхало до теперішнього розташування по сусідству з передмістям Барнабі. Також офіси D-Wave розташовані в Пало-Альто (Каліфорнія) і Вієнна (Вірджинія).

## Прототип Orion
13 лютого 2007 року D-Wave показала систему Orion, на якій запускалися три різні програми у музеї комп'ютерної історії (Маунтін-В'ю, Каліфорнія). Ця подія означала перший публічний показ ймовірно квантового комп'ютера і пов'язаних сервісів.
Перше застосування, приклад зіставлення зі зразком, полягало в пошуку схожої складової частини до відомого лікарського засобу в базі даних молекул. Наступне застосування полягало в розташуванні гостей, ґрунтуючись на тому, як вони пасують чи не пасують один до одного. Останнє полягало в рішення головоломки судоку.
Процесори в основі "квантовокомп'ютерної системи Orion" D-Wave розроблені, щоб використовувати їх як апаратні прискорювачі, а не як мікропроцесори в комп'ютері для загального використання. Система побудована таким чином, щоб вирішувати особливу NP-повну задачу, яка має стосунок до двовимірної моделі Ізінга в магнітному полі. За номенклатурою D-Wave пристрій має назву 16-кубітний надпровідний адіабатичний квантовокомп'ютерний процесор.
За словами Джорді Роуза, засновника і головного інженера D-Wave, NP-повна задача "імовірно не є строго вирішуваною, незалежно від величини, швидкості і просунутості комп'ютера"; адіабатичний квантовий комп'ютер в основі системи Orion призначений для швидкого пошуку наближеного рішення.

### Показ Google у 2009
У вівторок, 9 грудня 2009 року на конференції Neural Information Processing Systems (NIPS), команда дослідників Google, керована Hartmut Neven, використовувала процесори D-Wave, щоб навчати бінарний класифікатор зображень.[що?]

## Комп'ютерна система D-Wave One
11 травня 2011 року D-Wave Systems анонсували D-Wave One, інтегровану комп'ютерну систему, яка запускається на 128-кубітному процесорі. Процесор, який використовувався у D-Wave One мав кодову назву "Rainier" і виконував одиночні математичні операції, дискретне програмування. "Rainier" використовував квантове випалювання, щоб розв'язувати проблеми оптимізації. D-Wave One проголошений першим у світі комерційно доступним квантовим комп'ютером. 
Його ціна була приблизно US$10,000,000.
Дослідницька група, під керівництвом Маттіаса Троєра і Деніела Лідара встановила, що попри наявність квантового випалювання в D-Wave One, він не дає збільшення швидкості, якщо порівняти зі звичайними комп'ютерами. Вони застосували оптимізований класичний алгоритм для вирішення тієї самої особливої задачі, що й D-Wave One.

### Співпраця Lockheed Martin і D-Wave
25 травня 2011 року, Lockheed Martin підписав багаторічний контракт із D-Wave Systems, щоб використати переваги, основані на процесорі з квантовим випалюванням, які потрібний для вирішення деяких Локгідових (Lockheed) найскладніших обчислювальних завдань. Контракт містив купівлю системи квантового комп'ютер D-Wave One, його технічного обслуговування та пов'язаних професійних сервісів.

### Розв'язання проблеми оптимізації в аналізі структури білка
У серпні 2012 року група дослідників з Гарвардського університету представила результати вирішення наймасштабнішої, на той момент, задачі про укладки білка, використовуючи квантовий комп'ютер. Дослідники розв'язали приклади моделі укладок ґратчатого білка, що відома під назвою модель Міядзави-Джернігана. Комп'ютер D-Wave знайшов найстабільнішу структуру протеїну з певною послідовністю, що складалася з шести амінокислот. Мірою стабільності називають вільну енергію, глобальний мінімум якої комп'ютер і повинен був знайти.

## Комп'ютерна система D-Wave Two
На початку 2012 року D-Wave Systems представили 512-кубітний квантовий комп'ютер під кодовою назвою Vesuvius, який компанія запустила у виробництво як робочий процесор у 2013 році.
У травні 2013 року незалежний дослідник Кетрін Мак Джеок опублікувала перші результати порівняння роботи цієї технології зі звичайними суперкомп'ютерами при вирішенні задач з оптимізації. Використовуючи конфігурацію з 439 кубітів у деяких тестах квантовий комп'ютер давав відповіді у 3600 разів швидше. При цьому звичайний комп'ютер використовував найкращий алгоритм CPLEX і витрачав на задачу зі ста й більше змінними півгодини, тоді як D-Wave Two витрачав на це півсекунди. Однак Мак Джеок додала, що змагання не є "повністю справедливим оскільки комп'ютери загального призначення завжди працюють гірше ніж пристрої, призначені для розв'язання специфічних задач" Результати були представлені на конференції Computing Frontiers 2013.
В березні 2013 року декілька груп дослідників секції Адіабатних квантових комп'ютерів Інституту фізики в Лондоні представили свідчення, хоча й опосередковані, що в чипсеті D-Wave присутнє явище квантової заплутаності.
У травні 2013 року було оголошено про започаткування спільного проекту між NASA, Google і USRA під назвою Quantum Artificial Intelligence Lab, розміщеного в Дослідницькому центрі Еймса в Каліфорнії. У цьому проекті перед D-Wave Two постають такі задачі машинного навчання, як, наприклад, персоналізований пошук або передбачення завантаженості трафіку за допомогою GPS даних. Також подібна система використовується в розпізнаванні голосу, осіб, поведінці й розв'язуванні складних багатопараметричних завдань.

## Комп'ютерна система D-Wave 2X
D-Wave 2X, випуск якої планується 2015-го року, буде представлена своїм 1,152-кубітовим процесором "Washington". Однак все ж це 2,048-кубітовий чип з половиною кубітів вимкнутих, але їх можуть увімкнути пізніше.

## Сприйняття
Від самого початку D-Wave критикували деякі науковці в галузі квантових комп'ютерів. 16 травня 2013 року NASA, Google та консорціум університетів оголосили про намір співпрацювати з D-Wave, щоб дослідити як комп'ютери D-Wave можна використати для створення штучного інтелекту. Перед тим як оголосити це партнерство, NASA, Google та Universities Space Research Association провела серію бенчмарків та підтверджуваних тестів комп'ютера D-Wave, які він витримав. Незалежні експерти виявили, що комп'ютери D-Wave можуть розв'язувати деякі задачі в 3 600 разів швидше, ніж звичайні комп'ютери з встановленими на них спеціальними програмами. Інші незалежні дослідники виявили, що різні пакети програми запущені на одному ядрі процесора звичайного комп'ютера, можуть розв'язувати ті самі задачі так само швидко, або ж навіть швидше, ніж комп'ютери D-Wave (принаймні у 12 000 разів швидше для квадратичних задач про призначення та між 1 і 50 разів швидше для квадратичної невимушеної бінарної оптимізації).
2007 року Umesh Vazirani, який є професором університету Каліфорнії в Берклі та одним з творців квантової теорії складності, висловив таку критику:
Їхнє заявлене прискорення засноване на непорозумінні мого колеги за листуванням ван Дам, Моска. Я йому написав про «Силу адіабатних квантових обчислень». Це прискорення, на жаль, нема в налаштуваннях зараз і тому «квантові комп'ютери» D-Wave, навіть, якщо вони справді є квантовими і зможуть маштабуватися до тисячі кубітів, вони не будуть потужнішими ніж мобільні телефони.
Оригінальний текст (англ.)
Their claimed speedup over classical algorithms appears to be based on a misunderstanding of a paper my colleagues van Dam, Mosca and I wrote on "The power of adiabatic quantum computing." That speed up unfortunately does not hold in the setting at hand, and therefore D-Wave's "quantum computer" even if it turns out to be a true quantum computer, and even if it can be scaled to thousands of qubits, would likely not be more powerful than a cell phone.
Він ван Дам, професор Каліфорнійського університету у Санта-Барбарі, підсумував спільну думку наукової спільноти станом на 2008 рік у журналі Nature Physics:
|               | Зараз неможливо сказати чи квантовий комп'ютер D-Wave насправді еквівалентний до класичного комп'ютера. Отже, до тих пір, поки не відомо більше про частоту його помилок, то єдине, що можна сказати, це якість на ризик покупця. Оригінальний текст (англ.) At the moment it is impossible to say if D-Wave's quantum computer is intrinsically equivalent to a classical computer or not. So until more is known about their error rates, caveat emptor is the least one can say. |
| — Він ван Дам | |

У статті журналу Nature за 12 травня 2011 року подані деталі, які, на думку критично налаштованих науковців, доводять, що чипи мають деякі квантовомеханічні властивості необхідні для створення квантового комп'ютера.  Перед появою статті 2011 року в Nature, багато хто критикував D-Wave за відсутність доказів, що їхній комп'ютер дійсно є квантовим. Проте, питання залишилися через відсутність остаточного наукового експериментального доказу квантової заплутаності всередині пристроїв D-Wave.
Професор МТІ Скотт Ааронсон, який називає себе "головним скептиком D-Wave", казав, що демонстрація D-Wave 2007 року не доводить нічого про роботу комп'ютера Orion, і що їхні маркетингові заяви вводять в оману. У травні 2011 він стверджував, що "більше не є головним скептиком D-wave", і висловив своє "скептичне, але позитивне" бачення, яке ґрунтувалося на його відвідинах компанії D-Wave у лютому 2012 року. Ааронсон сказав, що однією з найбільш важливих причин його зміни ставлення до D-Wave була стаття 2011 року в журналі Nature. 16 травня 2013 року він повернувся до своєї скептичної позиції. Він критикував D-Wave за роздування результатів у прес-релізах, які стверджують, що прискорення становить три порядки, тоді як у своїй статті науковці ETH Zurich стверджують, що комп'ютер D-Wave зі 128-ма кубітами поступається на 15 порядків звичайному цифровому комп'ютерові, який використовує класичні метаевристики (особливо алгоритм імітації відпалу) вирішуючи задачі, для вирішення яких комп'ютер D-Wave спеціально побудований.
У січні 2014 року дослідники UC Berkeley і IBM опублікували класичну модель, яка відтворює спостережувану поведінку комп'ютера D-Wave, з чого випливає, що можливо цей пристрій не є квантовим комп'ютером.
У березні 2014 року дослідники Університетського коледжу Лондона і Університету Південної Каліфорнії (USC) опублікували статтю, в якій порівняли дані обчислень D-Wave Two з трьома можливими поясненнями з погляду класичної фізики і одним поясненням на основі квантової моделі. Вони виявили, що їхня квантова модель краще підходить до експериментальних даних, ніж класична модель Shin-Smith-Smolin-Vazirani, і набагато перевершує дві інші класичні моделі. Автори прийшли до висновку, що "судячи з усього, відкрита система квантового динамічного опису пристрою D-Wave з високою вірогідністю підтверджується, навіть за наявності відносних теплових збуджень та швидких одно-кубітних декогерентностей." 
У травні 2014 року дослідники D-Wave, Google, USC, Університету Саймона Фрезера, і Національного дослідницького Томського політехнічного університету опублікували статтю з експериментальними результатами, які демонструють наявність заплутаності серед кубітів D-Wave. Використано «Кубітну тунельну спектроскопію», щоб виміряти енергію власного спектру дво- і восьмикубітних систем. Цей дослід показав їхню узгодженість під час основної частини процесу квантового випалу.
У червні 2014 року журнал Science опублікував дослідження, яке називають "ймовірно найакуратнішим і найточнішим дослідженням показників пристрою D-Wave" і "найчеснішим дотепер порівнянням". Згідно з цим дослідженням чип D-Wave "не дає жодного квантового прискорення". Група дослідників Swiss Federal Institute of Technology на чолі з Матіасом Троєром не виявила "жодного свідчення квантових процесів" у жодному з їхніх різноманітних тестів. Запропоновано кілька можливих пояснень негативних результатів.  1) Можливо квантовий відпал (тип задачі, для розв'язання якої комп'ютер D-Wave побудований) не піддається прискоренню. 2) Можливо D-Wave 2 не може здійснити квантове прискорення. 3) Можливо прискорення існує, але його неможливо побачити через помилки внаслідок інших ефектів.

## Відомі випускники та співробітники
D-Wave найняла на постійній або контрактній основі кілька ключових представників наукової спільноти, а також кілька помітних бізнесових консультантів. До цього списку належать:   
- Джекоб Б'ямонт[59] (ISI Foundation)
- Олександр Загоскін[60] (Loughborough University)
- Верн Браунелл[61]